# 2/4 régiment de chasseurs à cheval
Le 2/4 régiment de chasseurs à cheval (néerlandais : 2-4 Regiment Jagers te Paard) était un régiment de cavalerie de l'armée belge. Il était le régiment blindé de reconnaissance de la 7e brigade.

## Historique

### 2erégiment de chasseurs à cheval
En mars 1814, le prince Ferdinand de Croÿ recevait la permission de créer son régiment de hussards. Il faisait partie de la "Légion belge" jusqu'à son intégration dans la nouvelle armée des Pays-Bas le 1er septembre 1814.
Quand Guillaume, créé par les alliés prince-souverain des Pays-Bas unis devint roi des Pays-Bas, le régiment de hussards belge de Croÿ fut renommé régiment de hussard No 8. Le régiment pu conserver son uniforme original jusqu'après la bataille de Waterloo à laquelle il prit part dans la cavalerie belgo-néerlandaise.
Stationné en Belgique, le régiment de hussard No 8 devint, par arrêté du gouvernement provisoire belge en octobre 1830, le second chasseur à cheval (ChCh) et fut officiellement fondé à Gand par le colonel d'Haen de Steenhuyse.
Le 20 août 1914, le régiment se distingua lors des opérations aux alentours de la place forte d'Anvers. Le 6 mars 1918, le second chasseur doit repousser une attaque ennemie massive à Reigersvliet. Le régiment mena une contre-attaque avec d'autres unités de la division de cavalerie. Il participe un temps à l'occupation de la rive gauche du Rhin après la fin de la Première Guerre mondiale, puis le second chasseur fit de Namur sa ville de garnison définitive.
Le 10 mai 1940, le régiment est motorisé et prend position sur l'Ourthe. Les 13 et 14 mai, il bataille ferme derrière la Gette. À partir du 25 mai 1940 et jusqu'à la capitulation, le régiment arrêtera chaque attaque allemande sur la Lys.
Le régiment est reformé en 1952. Ses garnisons successives sont Vogelsang, Arnsberg, Kassel et Lüdenscheid. Il adopte l'organisation et le matériel américain. Il sera équipé de chars Patton puis en 1973, il s'équipe de CVR-T et enfin en 1986 de chars Léopard I. Le régiment demeure un bataillon de chars jusqu'en 1992, année durant laquelle il redevient un escadron indépendant de reconnaissance avec ses radars de surveillance de champ de bataille. Il est rapatrié d'Altenrath à Saive en 2003.

### 4erégiment de chasseurs à cheval
Le 4e régiment de chasseurs à cheval fut fondé durant la réorganisation de l'armée en 1913 et devint alors la plus jeune unité de cavalerie de l'armée belge. Le régiment participa à la Première Guerre mondiale et aida la seconde division d'armée par des actions de reconnaissance. Il se distingua durant les opérations autour d'Anvers entre le 30 août et le 8 octobre 1914. Lors de la seconde sortie de la position d'Anvers, le régiment atteignit Louvain.
Un des pelotons sous les ordres du lieutenant Van Camp entra même à Blauxpert, dans le voisinage direct de l'université.
Durant le retraite d'Anvers, malgré des pertes sévères, il arrêta l'offensive ennemie sur le canal de la Lys près de Zomergem le 12 octobre 1914. Grâce à cela, la division put effectuer son retrait sur Bruges en échappant aux attaques allemandes. Sur les rives de l'Yser, le Régiment s'adapta au combat dans les tranchées auquel il n'était pas préparé. Le 4e régiment de chasseurs à cheval fut malgré tout dissous en février 1918.
En 1919, il est reformé et à partir d'octobre 1921 est basé à Mons après une courte garnison à Krefeld en Allemagne. Une nouvelle réorganisation de l'armée en 1923 mena de nouveau à sa dissolution le 23 août. Il ne fut pas reconstitué lors de la mobilisation générale de 1939.
Le 1er février 1961, le 4e régiment de chasseurs à cheval  (4 ChCh) est reformé comme régiment de reconnaissance militaire du 1er corps belge. Il prend ses quartiers à Werl. En juillet 1964, le régiment quitte Werl et s'installe au quartier Reigersvliet à Arnsberg. 

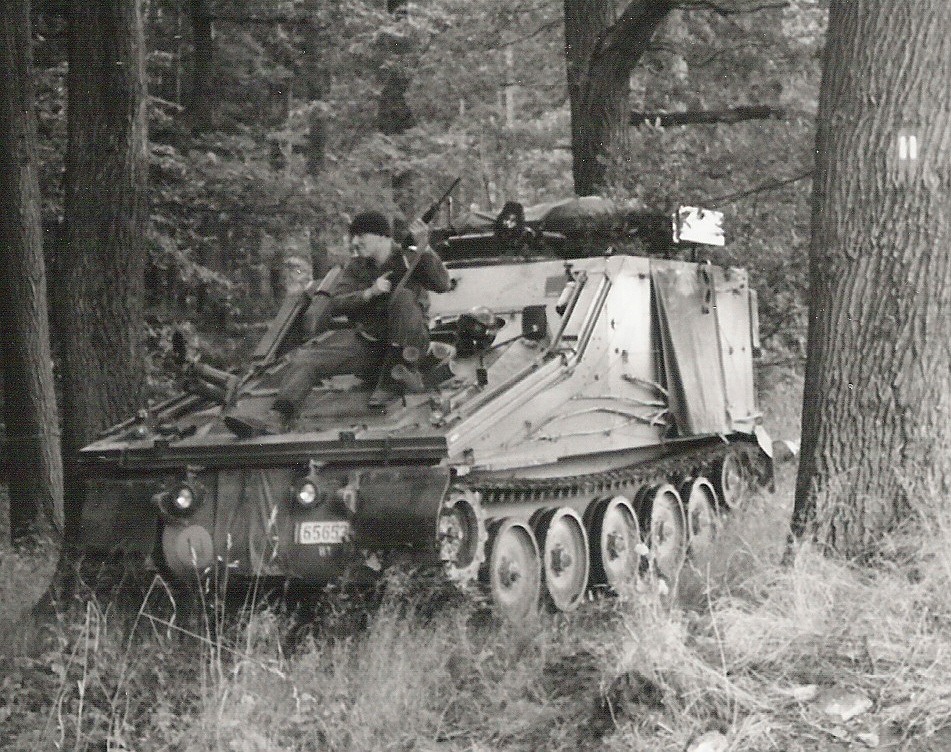

En 1989, son effectif est d'environ 500 militaires, il est l'une des quatre unités du Commandement des Troupes de reconnaissance. Son ordre de bataille est le suivant, identique au 1er régiment de chasseurs à cheval belge:
Escadron d'État-Major et Services 4 ChCh (Esc EMS 4 ChCh) (Parc de véhicules blindés ; 4 x FV-105 Sultan, 4 x FV-104 Samaritan, 1 x FV-106 Samson) 
A Escadron 4 ChCh (A/4 ChCh) (6 x FV-107 Scimitar, 6 x FV101 Scorpion, 3 x FV-102 Striker, 3 x FV-103 Spartan)
B Escadron 4 ChCh (B/4 ChCh) (6 x FV-107 Scimitar, 6 x FV101 Scorpion, 3 x FV-102 Striker, 3 x FV-103 Spartan)
C Escadron 4 ChCh (C/4 ChCh) (6 x FV-107 Scimitar, 6 x FV101 Scorpion, 3 x FV-102 Striker, 3 x FV-103 Spartan)
D Escadron 4 ChCh (D/4 ChCh) (6 x FV-107 Scimitar, 6 x FV101 Scorpion, 3 x FV-102 Striker, 3 x FV-103 Spartan)
Une nouvelle réorganisation de l'armée en 1993 mène le régiment à une diminution de ses effectifs pour atteindre la taille d'un escadron. Le 3 juin 1994, l'escadron déménage à Altenrath entre Cologne et Bonn et devient l'escadron indépendant de reconnaissance de la 1re division mécanisée.
D'avril à octobre 1992, une compagnie de l'escadron A est envoyée en Yougoslavie dans le cadre de l'UNPROFOR.
De février à juin 1993, l'escadron B participe également aux missions de l'Organisation des Nations unies, d'abord à l'opération Restore Hope puis à l'UNOSOM II en Somalie. En juin, il est relevé par l'escadron A pour une durée de 4 mois.
Le 1er janvier 2002, il devient l'unité de reconnaissance de la 7e brigade mécanisée de Marche-en-Famenne. L'escadron du 4e chasseurs à cheval reste stationné à Altenrath jusqu'en septembre 2003, date à laquelle il est rapatrié en Belgique à Saive et redevient le 4e régiment de chasseurs à cheval.
Il sera composé d'un état-major, d'un escadron de support et un escadron de reconnaissance (divisé en cinq pelotons dont trois de reconnaissance proprement-dite, un peloton d'infanterie et un peloton anti-char)

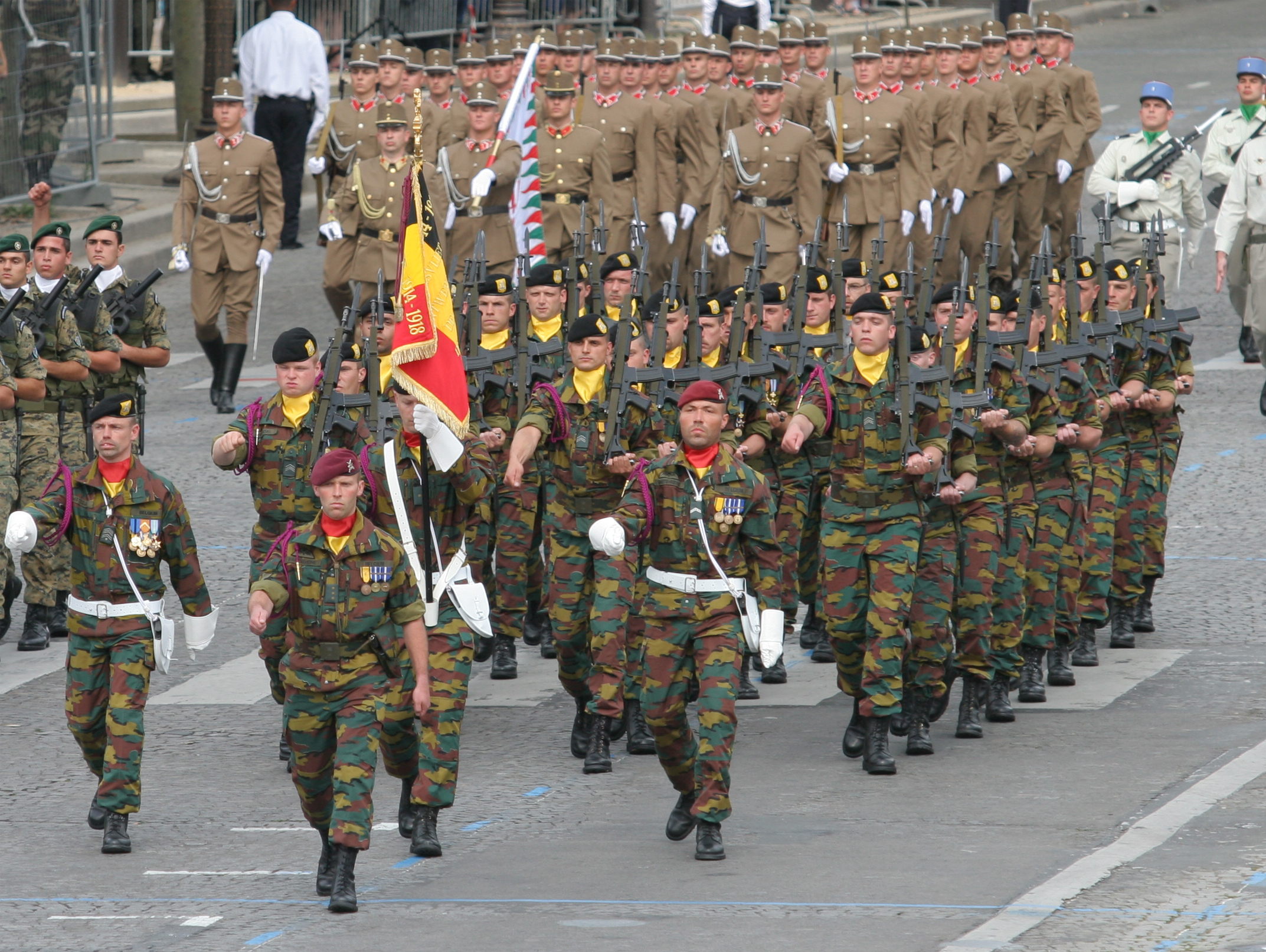
Détachement du 2/4 régiment de chasseurs à cheval défilant à Paris le 14 juillet 2007

### Fusion et futur
Le 29 septembre 2004, les 2 unités fusionnent pour donner le 2/4 régiment de chasseurs à cheval.
Il participe à sa première mission humanitaire de juillet à décembre 2006 au Kosovo.
Le 28 octobre 2011, à la suite d'une énième transformation de l'armée belge, le régiment fusionne avec le 1er régiment de chasseurs à cheval - guides pour former le bataillon des chasseurs à cheval, dit Bataillon ISTAR (Intelligence, surveillance, target acquisition, reconnaissance), qui est caserné à Heverlee.

## Étendards
Celui du 2e Jagers te paard (2e chasseurs à cheval) fut attribué par le roi Léopold I à Louvain le 22 décembre 1831. Il porte les inscriptions suivantes :
- Campagne 1914 - 1918
- Anvers - Reigersvliet
- La Gette - La Lys 1940

Fourragère de la croix de guerre 1914-1918 et fourragère de troisième classe aux couleurs du ruban de l'ordre de Léopold
Celui du 4e chasseurs à cheval fut attribué le 6 août 1914 à Louvain. Il porte les inscriptions suivantes :
- Campagne 1914 - 1918
- Anvers

## Sources
- (en) Cet article est partiellement ou en totalité issu de l’article de Wikipédia en anglais intitulé « 2nd/4th Regiment Mounted Rifles » (voir la liste des auteurs).
- Site de l'armée belge
- Création des insignes du 2/4 Régiment de Chasseurs à Cheval en 2004 par le Cdt Benoît Sibille.